# Velva
Velva és una població dels Estats Units a l'estat de Dakota del Nord. Segons el cens del 2000 tenia 1.049 habitants.

## Demografia
Segons el cens del 2000, Velva tenia 1.049 habitants, 436 habitatges, i 275 famílies. La densitat de població era de 526 hab./km².
Dels 436 habitatges en un 31,2% hi vivien nens de menys de 18 anys, en un 50,2% hi vivien parelles casades, en un 8,5% dones solteres, i en un 36,9% no eren unitats familiars. En el 34,4% dels habitatges hi vivien persones soles el 20,6% de les quals corresponia a persones de 65 anys o més que vivien soles. El nombre mitjà de persones vivint en cada habitatge era de 2,3 i el nombre mitjà de persones que vivien en cada família era de 2,97.
Per edats la població es repartia de la següent manera: un 25,6% tenia menys de 18 anys, un 5,1% entre 18 i 24, un 23,6% entre 25 i 44, un 19,6% de 45 a 60 i un 26% 65 anys o més.
L'edat mediana era de 42 anys. Per cada 100 dones de 18 o més anys hi havia 79,7 homes.
La renda mediana per habitatge era de 27.738 $ i la renda mediana per família de 36.477 $. Els homes tenien una renda mediana de 26.726 $ mentre que les dones 17.375 $. La renda per capita de la població era de 15.267 $. Entorn del 7,8% de les famílies i el 10,8% de la població estaven per davall del llindar de pobresa.

## Poblacions més properes
El següent diagrama mostra les poblacions més properes.